# Themaroides abbreviata
Themaroides abbreviata är en tvåvingeart som först beskrevs av Walker 1865.  Themaroides abbreviata ingår i släktet Themaroides och familjen borrflugor. Inga underarter finns listade i Catalogue of Life.